# Sieg
Sieg er en flod der løber i de tyske delstater Nordrhein-Westfalen og Rheinland-Pfalz. Sieg  er en af Rhinens bifloder fra højre med en længde på 153 km. Floden har navn efter folket Sugambrerne (eller Sigambrerne), der levede i området i romertiden. 
Floden har sit udspring i bjergområdet Rothaargebirge og herfra løber floden sydvestover mod byen Siegen og bakkerne i Siegerland, som begge er kaldt op efter floden. Længere mod vest danner Siegdalen grænse mellem Bergisches Land i nord og Westerwald i syd. Floden løber igennem et naturbeskyttet område øst for Bonn. Efter at have passeret byerne Hennef og Siegburg munder den ud i Rhinen nær Niederkassel/Mondorf et par kilometer nord for Bonns centrum. 